# Carla Schönknecht
Carla Schönknecht-Vermeulen (1955) is een Nederlands politica voor de Volkspartij voor Vrijheid en Democratie. Ze werd op 25 januari 2013 lid van de Gedeputeerde Staten van Zeeland en tevens tweede waarnemend Commissaris van de Koning(in). Ze was eerder, van 1979 tot 2013, directeur van VVV Walcheren-Bevelanden, raadslid voor de VVD in Vlissingen en Statenlid van Zeeland.